# Gal Oya
Der Gal Oya ist ein Küstenfluss im Osten von Sri Lanka.

## Verlauf
Der Gal Oya entspringt im Bergland östlich von Badulla, fließt erst nach Osten und wendet sich dann kurz vor der Mündung in den Golf von Bengalen nach Norden. Bei Ingniyakala wird das Wasser des Gal Oya in einem Senanayake Samudra genannten Reservoir, dem größten des Landes, gesammelt.